# Husí Lhota
Husí Lhota település Csehországban, a Mladá Boleslav-i járásban. Husí Lhota Kněžmost, Sukorady, Židněves, Dolní Stakory és Obrubce településekkel határos. Lakosainak száma 159 fő (2024. január 1.).

## Népesség
A település lakosságának változását az alábbi diagram mutatja:
| Lakosok száma | 166  | 194  | 193  | 129  | 125  | 110  | 160  | 160  | 151  | 159  |
|               | 1869 | 1890 | 1921 | 1950 | 1980 | 2001 | 2017 | 2019 | 2022 | 2024 |